# Dorożów (gmina)
Dorożów – dawna gmina wiejska w powiecie samborskim województwa lwowskiego II Rzeczypospolitej. Siedzibą gminy był Dorożów.
Gminę utworzono 1 sierpnia 1934 r. w ramach reformy na podstawie ustawy scaleniowej z dotychczasowych gmin wiejskich: Bilina Wielka, Byków, Dorożów, Glinne, Łąka Rustykalna, Łąka Szlachecka, Majnicz, Ortynice i Tatary.
Po II wojnie światowej obszar gminy znalazł się w ZSRR.
Podczas wojny przekształcona w gminę Łąka.